# Bowl-out
Bowl-out (bowl-off) − forma konkursu rzutów karnych w krykiecie. Stosowany w formach krykieta z ograniczoną liczbą piłek na zmianę, czyli w meczach jednodniowych i w krykiecie Twenty20, gdy mecz zakończy się wynikiem takim samym dla każdej ze stron. Polega na rzucaniu piłki w stronę bramki (ang. wicket) w celu jej rozbicia. Drużyna, która rozbije więcej bramek, wygrywa mecz.